# Гірківська сільська рада (Синельниківський район)
| Гірківська сільська рада — колишній орган місцевого самоврядування у Синельниківському районі Дніпропетровської області з адміністративним центром у с. Гірки. Сільській раді були підпорядковані населені пункти: - с. Гірки - с. Бурханівка - с. Володимирівське - с. Запорізьке - с. Надеждине - с. Третяківка - с. Троїцьке |

## Склад ради
Рада складалася з 14 депутатів та голови.

## Керівний склад сільської ради
| ПІБ                            | Основні відомості                                                         | Дата обрання | Дата звільнення |
| ------------------------------ | ------------------------------------------------------------------------- | ------------ | --------------- |
| Андрейчикова Тетяна Михайлівна | Сільський голова, 1956 року народження, освіта, позапартійна              | 26.03.2006   | 31.10.2010      |
| Андрейчикова Тетяна Михайлівна | Сільський голова, 1956 року народження, освіта вища, член Партії регіонів | 31.10.2010   |                 |

Примітка: таблиця складена за даними джерела